# Сельское поселение «Деревня Галкино»
Се́льское поселе́ние «Деревня Галкино» — муниципальное образование в Дзержинском районе Калужской области Российской Федерации.
Административный центр — деревня Галкино.

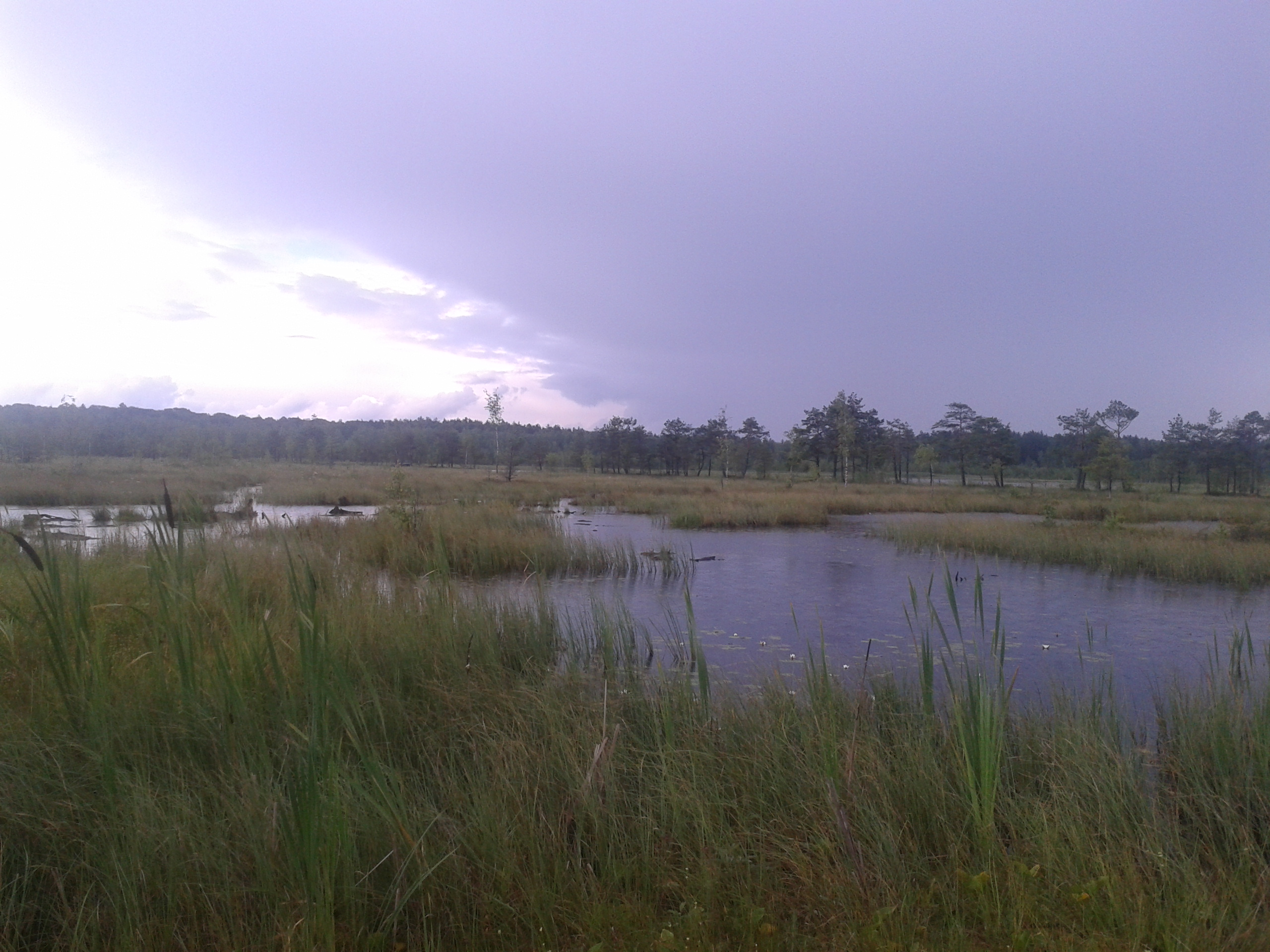
Галкинское верховое болото

## История
Статус и границы сельского поселения установлены Законом Калужской области от 28 декабря 2004 года № 7-ОЗ «Об установлении границ муниципальных образований, расположенных на территории административно-территориальных единиц „Бабынинский район“, „Боровский район“, „Дзержинский район“, „Жиздринский район“, „Жуковский район“, „Износковский район“, „Козельский район“, „Малоярославецкий район“, „Мосальский район“, „Ферзиковский район“, „Хвастовичский район“, „Город Калуга“, „Город Обнинск“, и наделении их статусом городского поселения, сельского поселения, городского округа, муниципального района»

## Население
| 2010 | 2012 | 2013 | 2014 | 2015 | 2016 | 2017 |
| ---- | ---- | ---- | ---- | ---- | ---- | ---- |
| 747  | ↘729 | ↘698 | ↘671 | ↘658 | ↘641 | ↗645 |
| 2018 | 2019 | 2020 | 2021 |      |      |      |
| ↘625 | ↗628 | ↘620 | ↗782 |      |      |      |

## Состав сельского поселения
| № | Населённый пункт | Тип населённого пункта          | Население |
| - | ---------------- | ------------------------------- | --------- |
| 1 | Болобоново       | деревня                         | ↗32       |
| 2 | Галкино          | деревня, административный центр | ↘272      |
| 3 | Дубинино         | деревня                         | ↗309      |
| 4 | Люблинка         | деревня                         | ↗18       |
| 5 | Новая Жизнь      | деревня                         | ↗8        |
| 6 | Озеро            | деревня                         | ↗8        |
| 7 | Пановка          | деревня                         | →0        |
| 8 | Шеняно-Слобода   | деревня                         | ↘77       |
| 9 | Ярцево           | деревня                         | ↗23       |